# Thomas Ravenscroft
Thomas Ravenscroft (ur. ok. 1582–1592, zm. ok. 1635) – angielski kompozytor, teoretyk muzyki i wydawca.

## Życiorys
Jako chłopiec był chórzystą w katedrze św Pawła w Londynie. Jego nauczycielami byli Thomas Giles i Edward Pearce. Studiował w Gresham College na University of Cambridge, gdzie w 1605 roku uzyskał bakalaureat. Działał jako wydawca muzyczny, być może związany był też z teatrem. W latach 1618–1622 kierował szkolnym zespołem muzycznym przy Christ’s Hospital w Londynie.

## Twórczość
Skomponował 11 anthemów, 3 motety, a także 4 fantazje na pięć viol. Twórczość kompozytorska Ravencrofta ma drugorzędne znaczenie w stosunku do jego działalności wydawniczej. Jego najważniejszym dziełem jest A Whole Booke of Psalms, jeden z najważniejszych angielskich psałterzy, zawierający 105 melodii wziętych ze starych psałterzy i autorstwa współczesnych kompozytorów. Wydał także zbiory z popularnymi wokalno-instrumentalnymi utworami ludowymi, teatralnymi i biesiadnymi.

## Publikacje
(na podstawie materiałów źródłowych)

### Prace
- A Briefe Discourse of the True (but Neglected) Use of Charact’ring the Degress by their Perfection, Imperfection, and Diminution in Mesurable Musicke: Harmony of four voyces concerning the pleasure of five usuall recreations, 1. Hunting, 2. Hawking, 3. Dancing, 4. Drinking, 5. Enamouring (Londyn 1614)
- A Treatise of Musick (rękopis)

### Wydania
- Pammelia: Musick’s Miscellanie: or Mixed Varietie of Pleasant Roundelayes and Delighful Catches of 3–10 Parts in one (1609)
- Deuteromelia (1609)
- Melismata: Musicall Phansies, fitting the Court, Citie and Countrey Humours (1611)
- A Whole Booke of Psalms (1621)